# Stephen Jay Gould
Stephen Jay Gould, född 10 september 1941 i Queens, New York, död 20 maj 2002 på Manhattan i New York, var en amerikansk paleontolog, evolutionsbiolog och vetenskapshistoriker. Han var också en av sin generations mest inflytelserika och lästa populärvetenskapliga författare.
Gould växte upp i sekulär judisk familj i New York och tog kandidatexamen vid Antioch College, för att sedan forska i paleontologi vid Columbia University, där han 1967 disputerade på en avhandling om fossila landlevande snäckor i Bermuda. Större delen av sitt yrkesverksamma liv, från 1967 till sin död 2002, tillbringade Gould vid Harvard University där han 1973 blev professor i geologi och intendent vid Museum of Comparative Zoology. 1982 utnämndes han till professor i zoologi (den s.k. Alexander Agassiz-professuren), också det vid Harvard. Han var ordförande för Paleontological Society 1985-1986 och för Society for the Study of Evolution 1990-1991. Hans egen forskning inkluderade bland annat studier av fossila snäckor, evolutionsbiologi och utvecklingsbiologi.
Gould blev berömd inte bara genom sin forskning, utan är kanske främst känd för den breda massan genom sina essäer för en större allmänhet, bland annat i tidningen Natural History. Han var också basebollfantast och socialdemokrat, medan hans far var marxist.
Han räknade sig som agnostiker. På en fråga från Skeptic magazine svarade han såhär:
If you absolutely forced me to bet on the existence of a conventional anthropomorphic deity, of course I'd bet no. But, basically, Huxley was right when he said that agnosticism is the only honorable position because we really cannot know. And that's right. I'd be real surprised if there turned out to be a conventional God.